# Viliam Judák
Viliam Judák (ur. 9 listopada 1957 w Harvelka) – słowacki duchowny katolicki, biskup nitrzański od 2005.

## Życiorys

### Prezbiterat
Święcenia kapłańskie otrzymał 16 czerwca 1985 i został inkardynowany do diecezji Nitry. Przez kilka lat pracował jako wikariusz, zaś w 1990 został prefektem w nitrzańskim seminarium. Wykładał także na innych uczelniach w Nitrze, zaś w 1993 został docentem na wydziale teologicznym Uniwersytetu Komeńskiego w Bratysławie. W 1996 objął funkcję rektora nitrzańskiego seminarium, zaś w 2001 został dziekanem wydziału teologicznego Uniwersytetu Komeńskiego.

### Episkopat
9 czerwca 2005 papież Benedykt XVI mianował go biskupem ordynariuszem diecezji nitrzańskiej. Sakry biskupiej udzielił mu jego poprzednik – kard. Ján Chryzostom Korec.
W latach 2006–2015 piastował stanowisko wiceprzewodniczącego episkopatu Słowacji.